# Wimbledon (film)
Wimbledon è un film del 2004, diretto da Richard Loncraine. Il film è liberamente ispirato alla storia vera di Goran Ivanišević, tennista croato che vinse il Torneo di Wimbledon 2001, diventando il primo giocatore nella storia a vincere un torneo del Grande Slam dopo essere stato invitato grazie a una wild card.

## Trama
Peter Colt, tennista inglese trentunenne avviato al termine della carriera, dopo essere stato in passato vicino ai vertici della classifica mondiale (numero 11 il miglior ranking acquisito) e aver vinto due tornei ATP in carriera, durante il torneo di Wimbledon a cui è riuscito ad accedere solo grazie ad una wild card, essendo sceso fino alla posizione numero 119 della classifica mondiale, intreccia una relazione con Lizzie Bradbury, una giovane tennista americana, allenata e seguita costantemente dal padre Dennis. L'incontro con la ragazza sembra giovare a Peter che, dopo parecchi anni, riesce a raggiungere i quarti di finale della competizione, risvegliando anche l'interesse del suo agente Ron Roth (curatore anche di Lizzie), il quale visti gli scarsi risultati del suo assistito, si era da tempo defilato.
La notizia della relazione tra i due, trapelata anche grazie al fratello di Peter, Carl, abituato a scommettere contro di lui, induce il padre di Lizzie ad intervenire per porvi fine, a tutela della concentrazione della figlia sulla propria carriera agonistica, ma i due continuano a vedersi di nascosto fino alla sera prima della semifinale, che Peter riesce a vincere, nonostante un infortunio alla schiena, mentre Lizzie viene sconfitta. La ragazza incolpa Peter dell'insuccesso, rimproverandogli di averla distratta la notte prima dell'incontro, mentre la famiglia di Peter, grazie ai suoi nuovi successi, sembra ritrovare una nuova unione.
Il giorno della finale del torneo, che vede dopo tanti anni un tennista inglese accedervi, Peter si trova contro Jake Hammond, un giovane, potente quanto presuntuoso tennista statunitense, ai vertici della classifica mondiale, ex fidanzato di Lizzie con cui egli aveva avuto un veloce e vivace alterco (nel quale gli aveva anche istintivamente sferrato un pugno in faccia) durante un ricevimento della Slazenger, in cui per la prima volta si era mostrato pubblicamente insieme alla ragazza. La partita inizia molto male per Peter, che velocemente si trova in svantaggio di due set e un break, ma viene "salvato" da un improvviso temporale che costringe l'arbitro a sospendere la partita.
Mentre si trova nello spogliatoio, viene raggiunto da Lizzie che gli rivela di amarlo e gli suggerisce come "leggere" il devastante servizio dell'avversario.
In questo modo al ritorno in campo, Peter riesce a colmare lo svantaggio e a costringere Jake al quinto set.
Nel set decisivo Peter riesce ad issarsi fino al match-point e, dopo avere superato un momento critico a seguito di una palla ingiustamente chiamata fuori, riesce a vincere, correndo, subito dopo avere regalato la sua racchetta ad un giovane raccattapalle che lo aveva sempre incoraggiato durante le partite, prima dalla sua famiglia e poi tra le braccia di Lizzie, con il desiderio di iniziare una vita insieme a lei, desiderio che si realizzerà con la nascita di due figli e l'apertura di una scuola di tennis per bambini a New York.

## Riconoscimenti
Per il suo ruolo nel film il protagonista Paul Bettany ha ottenuto una nomination agli Empire Awards 2005 come miglior attore britannico.

## Curiosità
- Tre anni prima dell'uscita del film, il Torneo di Wimbledon 2001 fu vinto proprio da un tennista accedutovi grazie ad una wild card: Goran Ivanišević.
- Il film è dedicato a Mark McCormack, morto nel 2003 a causa di un arresto cardiaco.
- John McEnroe, Chris Evert e Mary Carillo appaiono nella pellicola nelle vesti di commentatori televisivi.
- Dopo il penultimo punto, finito nei pressi della riga e assegnato all'avversario, il protagonista si rivolge all'arbitro facendogli presente lo sbuffo di gesso. Evidente, nei modi della protesta e nel dialogo, il riferimento al famoso «Chalk flew up!» di John McEnroe.
- Il personaggio di Jake Hammond appare chiaramente ispirato alla figura di due ex tennisti, quali John McEnroe (per l'atteggiamento spavaldo, e alcuni elementi del vestiario tecnico), ed Andy Roddick (per lo stile di gioco basato sul potente servizio).
- Nel monologo finale Peter Colt racconta che Lizzie in seguito è riuscita a vincere 2 volte sia Wimbledon, sia gli US Open.
- Il punteggio della finale di Wimbledon in cui Peter riesce a trionfare è di 3-6, 2-6, 6-4, 7-6, 6-4.